# エドワード・ソーンダイク

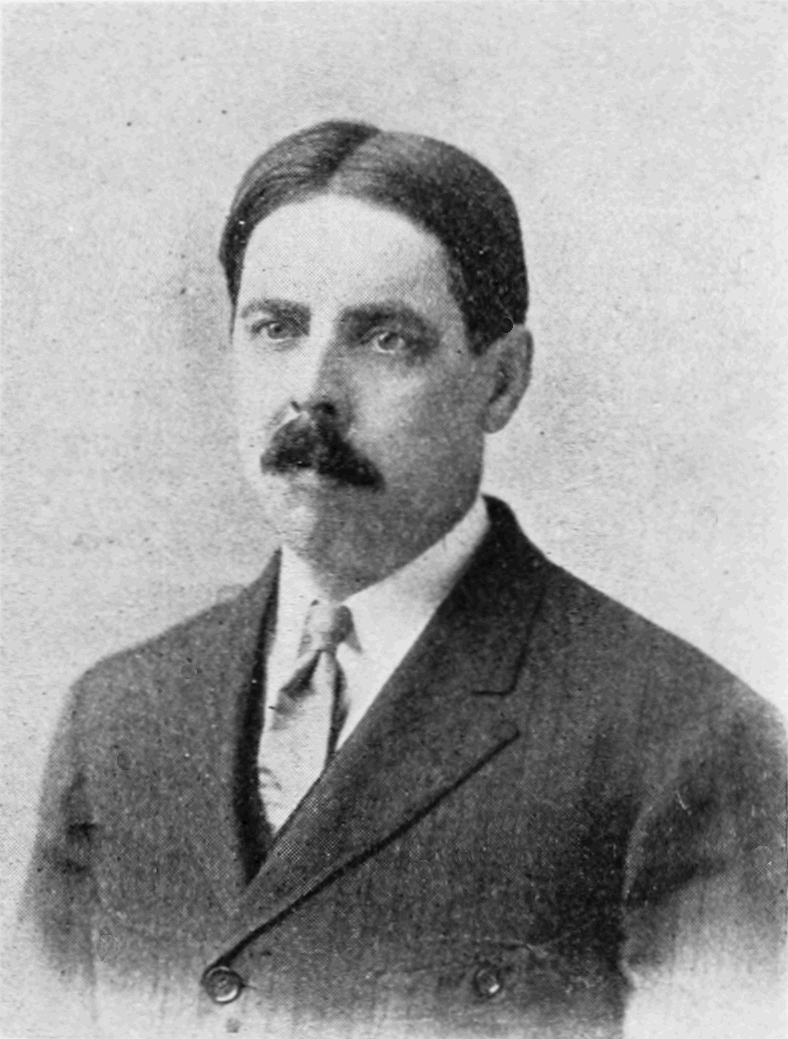
エドワード・ソーンダイク

エドワード・L・ソーンダイク（Edward L. Thorndike, 1874年8月31日 - 1949年8月9日）は、アメリカの心理学者・教育学者。コロンビア大学教授。連合主義の一形式である結合主義の研究に独自に取り組む。教育評価の分野では教育測定運動の父と言われる。試行錯誤説（ネコの問題箱の研究）が有名。1903年に「教育心理学」を刊行、これは後に3巻本の大著となる(1913-14)。教育評価の父としても知られる。
ソーンダイクはウィリアム・ジェームズの本を読んで心理学へ興味を持ち、彼のいるハーバード大学に進学したものの、児童を被験者とする教授法や学習の研究が難しかったため、動物を用いた学習研究を行うことになる。コロンビア大学に移りジェームズ・キャッテルのもとで研究を行い「動物知性－動物における連合過程の実験的研究－」で博士号を得る。この研究では、動物の行動に過度に知的なものを読み込むのを戒める姿勢が貫かれている。動物の行動は、個々の行為を何らかの見通しのもとに行っているわけではなく試行錯誤に過ぎない、ということが彼の強調点であった。しかし、試行錯誤ではあっても学習過程であることには変わりなく、試行錯誤学習という考え方はスキナーのオペラント条件づけの知的基盤となった。
また、コロンビア大学在職中は、日本からの留学生新井鶴子を指導し、1912年に日本人女性初となる哲学博士号を授与した。（新井鶴子は博士号授与のその日に結婚して原口鶴子となる）。この年、日本では女性は大学進学すらできなかった時であることを付記する。
太平洋戦争後、占領軍による教育改革の一環として行われた（第1次）対日教育使節団のメンバーの候補にいた。第1案～第3案まで候補に挙がっていたが決定案となった第4案で候補から外れた。

## 試行錯誤説

### 猫の問題箱
問題箱は箱の中の紐を引くと扉が開くようになっている。その中に猫（被験体）を入れ箱の外に餌を置く（刺激状況）。猫は餌をとろうとするが、とることはできない（誤反応）。しかし、何らかのきっかけで紐を引くと扉が開き（正反応）、餌をとることができる。餌をとるまでがひとつの試行であり、被験体は試行を繰り返すことで、誤反応が少なくなり正反応に達する時間が短くなる。これを試行錯誤学習と言い、この考え方を試行錯誤説という。

### 結合の法則
学習は刺激状況(S)と反応(R)の間の結合が強め（弱め）られることによるとし、効果の法則・練習の法則・レディネスの法則によって説明した。

### 効果の法則
- 満足をもたらす反応は結合を強くし、起こりやすくなる。（満足の法則）
- 不快をもたらす反応は結合を弱くし、起こりにくくなる。（不満足の法則）
- 満足や不快の程度が強いほど、結合力は大きくなる。（強度の法則）

### レディネスの法則
→レディネス

## 著書
- ソーンダイク 著、安藤文郎・田原博愛 訳『教育心理学』培風館、1932年（原著1903年）。全国書誌番号:47030338。
- 精神的社会的測定学序説(1904)
- 動物知性(1911)
- 算数の心理学(1922)
- 学習の基本法則(1932)